# 勒圖諾峰
46°12′27″N 7°39′00″E / 46.20750°N 7.65000°E

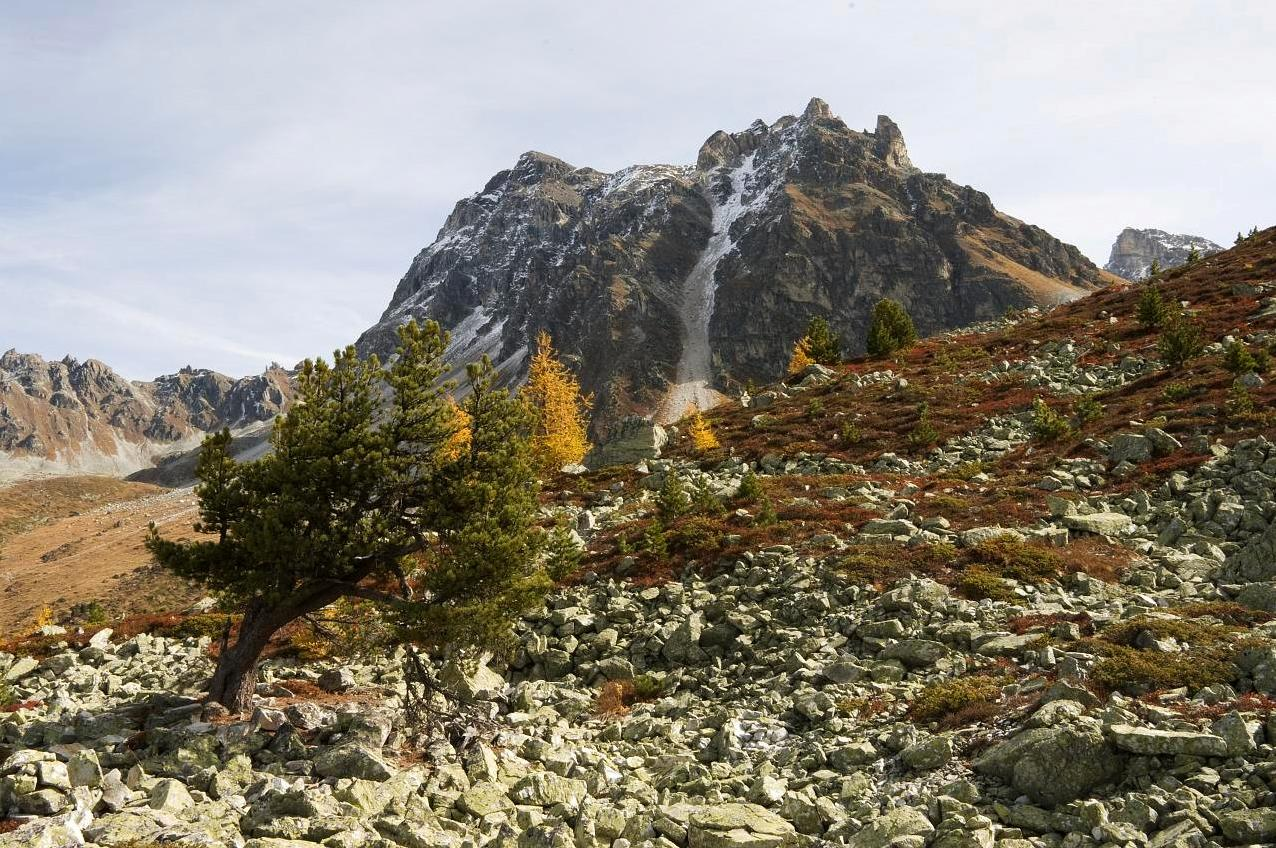

勒圖諾峰（Le Toûno），是瑞士的山峰，位於該國南部，由瓦萊州負責管轄，屬於本寧阿爾卑斯山脈的一部分，海拔高度3,018米，每年平均降雨量1,585毫米。